# دستور الجزائر 1989
تم اعتماد دستور الجزائر لعام 1989 عن طريق الاستفتاء في 23 فبراير 1989 بعد أحداث 5 أكتوبر 1988 ، بنسبة 73.43 ٪ «نعم» بمشاركة انتخابية تبلغ 78.98 ٪ .
في ذلك الوقت، أعلن الرئيس الشاذلي بن جديد المراجعة الدستورية في منتصف يناير 1989 .

## محتوى النص الدستوري الجديد
لم يعد القانون الدستوري الجزائري الذي تم تبنيه حديثًا يشير إلى ميثاق عام 1986 أو الاشتراكية، والذي يعد الأول من نوعه في تاريخ البلاد، والذي يتميز بتقاليد قديمة وانتماء إلى العقيدة الاشتراكية.
«الدستور يعترف بالتعددية الدستورية»، الذي ينص دستوريًا على النظام التعددي الحزبي، الذي أنشئ تدريجياً منذ عام 1988، من خلال تفتح جبهة التحرير الوطني (الجزائر) منذ الإصلاح الدستوري في 3 نوفمبر 1988 والمؤتمر السادس للحزب 27 و 28 نوفمبر 1988 .
ينص الدستور على الفصل بين أجهزة الدولة والحزب الجزائري الموحد الحاكم منذ نهاية حرب الاستقلال عام 1962، وبالتالي إنهاء العلاقة التاريخية بين الدولة والحزب. في الواقع، تم حذف مبدأ ' حكومة الحزب" الذي أعيد تأكيده باستمرار منذ أول مؤتمر لجبهة التحرير الوطني في عام 1962 من النص الدستوري.
التقدم المؤسسي والسياسي الرئيسي للنص الدستوري الجديد هو إقامة التعددية في البلاد. وهكذا، تقر المادة 40 بإمكانية المشاركة في إنشاء الجمعيات ذات الطابع السياسي، وهي فئة قانونية جديدة تمامًا.

علاوة على ذلك، فإن دور الجيش الشعبي الوطني اعيد دسترته. مع الإصلاح الدستوري لعام 1989، فإن مهمة الأخير هي 
 و 
 ، على عكس دورها السابق 
 (1976 الدستور). في الواقع، في الأعوام 1960-1970، كان الجيش مسؤولاً بشكل خاص عن الأعمال الكبيرة التي تحققت في الجزائر، مثل: بناء الطرق، المصنع، المستشفيات، بناء قرى 
 أو السد الأخضر للطريق عبر الصحراء. كان الجيش أيضًا مسؤولًا عن حملات محو الأمية أو إدارة المؤسسات الصناعية والتعاونيات الزراعية. شاركوا في مؤتمرات جبهة التحرير الوطني، ولجان اختيار المرشحين في الانتخابات المختلفة، وكانوا أيضًا أعضاء في اللجنة المركزية، المكتب السياسي.
كفل دستور 1989 الحقوق الأساسية للمواطنين (حرية التعبير والرأي وتكوين الجمعيات والحرية الدينية وحرية الصحافة). أنشأت نظامًا برلمانيًا يتكون من مجلس واحد، المجلس الوطني لنواب الشعب. أقر الدستور باستقلال القضاء (المحكمة العليا، المجلس القضائي الأعلى) والملكية الخاصة.

## ولادة التعددية الحزبية
التكريس الدستوري للتعددية الحزبية يؤدي إلى اعتماد قانونين: الأول على إنشاء جمعيات ذات طابع سياسي والثاني هو قانون انتخابي ينهي الاحتكار السياسي لجبهة التحرير الوطني.
يؤدي هذان التشريعان إلى إنشاء حزبين سياسيين في فبراير 1989 جبهة الإنقاذ الإسلامية (FIS) والتجمع من أجل الثقافة والديمقراطية (DRC).
علاوة على ذلك، في وقت مبكر من 6 سبتمبر 1989، الحزب الاشتراكي الديمقراطي (الجزائر)، وجبهة الخلاص الإسلامي، وحزب الطليعة الاشتراكي، والحزب الوطني للتضامن والتنمية) والتجمع من أجل الثقافة والديمقراطية والتجمع من أجل الثقافة والديمقراطية هي التشكيلات الحزبية الأولى التي وافقت عليها وزارة الداخلية.

## صياغة النص الدستوري
واضعو المشروع الدستوري: أمين عام رئاسة الجمهورية مولود حمروش المدعوم من غازي حيدوسي وصلاح بن كحالة ومحمد بوخوبزا ومحمد صلاح محمدي. جميعهم حصلوا على تعليم جيد ولديهم شهادات في القانون أو الاقتصاد أو علم الاجتماع أو العلوم السياسية. لقد اكتسبوا جميعًا مهارات قانونية خلال حياتهم المهنية [1] .
في الستينيات، عملوا جميعًا في الإدارة، سواء كانت رئاسة الجمهورية أو وزارة التخطيط و / أو الأمانة العامة للحكومة. بعد كل تجربة الإصلاح في السياسة، يبدو أن هذا الفريق غير الرسمي مؤهل وشرعي بشكل خاص في صياغة النص الدستوري الجديد. علاوة على ذلك، لم يكن لدى أي من هؤلاء الرجال مهنة في الحزب الوحيد FLN .
بالإضافة إلى ذلك، محمد بجاوي، محامٍ مشهور ومؤهل بشكل خاص، وهو عضو في محكمة العدل في لاهاي يُعتبر
«constitutionnaliste-ressourciste»
، مساهم بالفعل في صياغة الدساتير في عامي 1963 و 1976 والمراجعة الدستورية لشهر نوفمبر 1988، يساهم بشكل كبير في تطوير النص.
الدعم غير المشروط من الرئيس الشادلي لفريق الكتابة المشبع بالزيت ليس بالأمر الهين، وبالتالي يمكّنهم من تنفيذ الإصلاحات السياسية بسهولة أكبر.

## نشر الدستور
تمت صياغة الدستور في أقل من شهر من نهاية ديسمبر 1988 ونشر رسميًا في 5 فبراير 1989 .
يلعب الرئيس الشرعية الشعبية ضد جبهة التحرير الوطني. والواقع أنه ينتقص من الإجراء المنصوص عليه في المادة 192 من دستور 1976، الذي ينص على أنه يجوز للرئيس فقط تقديم مشروع مراجعة دستورية، يجب أن تعتمده الجمعية الوطنية بأغلبية الجمعية. إنه يمر بعملية تعديل دستور قائم بالفعل، وليس اعتماد نص دستوري جديد.

## تكملة
الرئيس شاذلي لا يريد أن ينظر إلى هذا الإصلاح كرد فعل لأعمال شغب أكتوبر. وبالتالي، فإنها تسعى جاهدة لتسجيل هذا الإصلاح الدستوري في استمرار ما بدأ، لا سيما من حيث الإصلاحات الاقتصادية، في وقت مبكر من عام 1986 في الجزائر [1] .
وهكذا، فإن التحول الديمقراطي الجزائري في عام 1989 ناتج عن إرادة مؤسسية قوية وإشراك الزعماء السياسيين والنخبة البيروقراطية. ليست ببساطة نتيجة لتحركات الشوارع، أي أعمال الشغب في أكتوبر 1988 .